# Каримов, Ислам Абдуганиевич
Исла́м Абдугани́евич Кари́мов (узб. Islom Abdugʻaniyevich Karimov / Ислом Абдуғаниевич Каримов; 30 января 1938, Самарканд, Узбекская ССР, СССР — 2 сентября 2016, Ташкент, Узбекистан) — советский и узбекский государственный и политический деятель, первый президент Республики Узбекистан, управлявший страной с момента обретения ею независимости в 1991 году вплоть до своей смерти в 2016 году.
В 1990—2005 годах председательствовал в Кабинете министров республики (де-факто был главой правительства), несмотря на введение поста премьер-министра ещё в 1992 году. В советский период занимал должности первого секретаря ЦК КП Узбекистана (1989—1991) и президента Узбекской ССР (1990—1991).
Четырежды побеждал на президентских выборах (в 1991, 2000, 2007 и 2015 годах), каждый раз, по официальным данным, получая свыше 90 % голосов избирателей (кроме выборов 1991 года, где набрал 87 %). Дважды продлевал срок полномочий с помощью национальных референдумов (в 1995 и 2002 годах). Носил неофициальный титул юртбаши́.
Во время своего правления Каримов установил в Узбекистане репрессивный авторитарный режим, при котором происходили убийства политических оппонентов, нарушались права человека и запрещалось инакомыслие.

## Ранние годы и карьера
Родился 30 января 1938 года в Самарканде. Его родной дом находился в махалле Дахбеди, у мечети Дахбеди в историческом центре города в доме по адресу улица Бибихоним, дом 124. Согласно официальной биографии, по национальности узбек (по другим данным его отец узбек, а мать — таджичка). Отец Абдугани работал служащим, мать Санобар была домохозяйкой. По словам самого Ислама Каримова, его мать никогда не была за пределами Самарканда. В семье было восемь детей — одна сестра Мехринисо и семеро братьев: Амонулло, Ибодулло, Арслан, Куддус, Икром, Ислом, Хуршид. Абдугани работал служащим, был человеком строгим, требовательным к себе и другим, отличался суровостью. Он придерживался строгой дисциплины и порядка, того же требовал и от сыновей. Пользовался большим уважением в махалле. Все сыновья в семье Каримовых имели высшее образование, трое из них окончили школу с золотой медалью, трое стали кандидатами наук — это Ибод Ганиевич, Куддус Ганиевич и Ислам Абдуганиевич.
О его детстве мало что достоверно известно, в результате чего существует сразу два варианта биографии Каримова в юные годы — по одной, он был образцовым учеником, по другой — хулиганом и тёмной личностью.

### Версия оппозиционера Джахангира Мухаммада
Известный диссидент и оппозиционер Джахангир Мухаммад, который не был родом из города Самарканд в своём известном мемуаре «ИАК» пишет, что в начале 1990-х побывал в родном доме Ислама Каримова в Самарканде, и лично видел, как все его братья и родственники между собой разговаривают на самаркандском диалекте таджикского языка (сам Джахангир Мухаммад также владеет таджикским). В этом мемуаре Джахангир Мухаммад также пишет, что родным языком Каримова является именно таджикский язык, так как все жители его махалли также являются таджиками. Узбекский язык Каримов фактически выучил будучи в Ташкенте. Многие люди, с которым Каримов лично общался, утверждают, что он владел русским языком как вторым родным языком и владел им лучше узбекского, делая на последнем множество ошибок, если не говорил по бумажке. Также Каримов понимал и мог объясняться на персидском языке, что подтверждает его спор с министром культуры Ирана Мустафой Мирсалимом без переводчика в Бишкеке в ходе юбилея эпоса «Манас» в августе 1995 года. Иранский министр в ходе своей речи упомянул Бухару как персо-таджикский город. После того как иранский министр завершил свою речь, Ислам Каримов сразу подошёл к нему и по-персидски стал объяснять ему обратное. Иранский министр был шокирован, также как и другие присутствующие, среди которых были тогдашние президенты Турции, Азербайджана, Кыргызстана, Казахстана, Таджикистана, Туркменистана и тогдашний генеральный секретарь ЮНЕСКО.

### Образование и трудовая деятельность
В 1955 году окончил самаркандскую среднюю школу № 21 недалеко от своего дома, на Ташкентской улице (ныне улица Ислама Каримова). Учился в классе с русским языком обучения. После окончания школы уехал в Ташкент и поступил в Среднеазиатский политехнический институт (ныне Ташкентский государственный технический университет), который окончил в 1960 году по специальности «инженер-механик». Из института в 1960 году был направлен в качестве помощника мастера на ташкентский завод «Ташсельмаш», где производились хлопкоуборочные машины и другие транспортные средства и изделия сельскохозяйственного машиностроения. На этом заводе за год поднялся по карьерной лестнице и стал сначала мастером, затем технологом и инженером завода. В 1961 году перешёл на работу в качестве инженера на ташкентское авиационное производственное объединение имени В. П. Чкалова (ТАПОиЧ), где производились самолёты, впоследствии стал ведущим инженером-конструктором. Кроме того, по некоторым сведениям, Каримов работал в ташкентском производственном объединении «Герметик», специализировавшемся на герметизации электронных приборов, и в Министерстве водного хозяйства Узбекской ССР. По некоторым данным в 1967 году окончил экономическое отделение Ташкентского сельскохозяйственного института (ныне Ташкентский государственный аграрный университет). В его официальной биографии информация об учёбе в этом учебном заведении не упоминается, и по неофициальным данным, диплом данного ВУЗа Ислам Каримов получил фактически не посещая занятия, а архив института тех лет неизвестным образом сгорел в ходе пожара.

### Политическая деятельность в советский период
В 1966 году перешёл на работу в Госплан Узбекской ССР, где последовательно занимал должности главного специалиста отдела, помощника председателя, начальника отдела, начальника управления, заместителя и первого заместителя председателя Госплана. В 1967 году он закончил Ташкентский институт народного хозяйства (ныне Ташкентский государственный экономический университет), где получил специальность «экономист». Кандидат экономических наук.
В 1983—1986 годах — министр финансов Узбекской ССР, в 1986 году — председатель Госплана и одновременно заместитель председателя Совета министров Узбекской ССР (1986). В 1986—1989 годах — первый секретарь Кашкадарьинского областного комитета КП Узбекистана; зарекомендовал себя как умелый руководитель, не замеченный в злоупотреблениях. Связи личного характера сыграют хорошую службу Каримову после обретения Узбекистаном независимости.

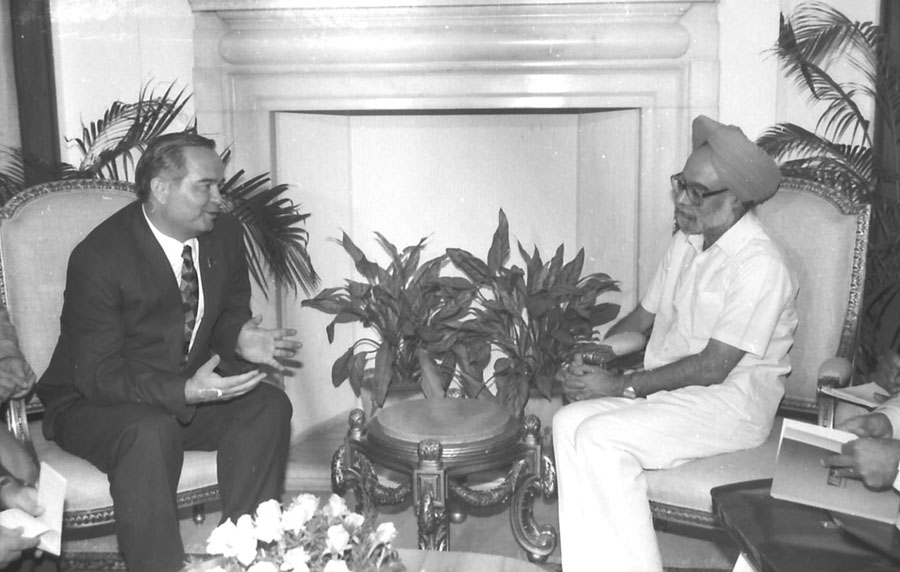
Встреча с министром финансов Индии Манмоханом Сингхом, Нью Дели 27 августа 1991 год

В 1989 году был назначен первым секретарём ЦК КП Узбекистана после избрания работавшего на этой должности Рафика Нишанова председателем Совета национальностей Верховного Совета СССР. В 1990—1991 годах — член ЦК и член Политбюро ЦК КПСС.

## Президент Узбекистана (1991—2016)

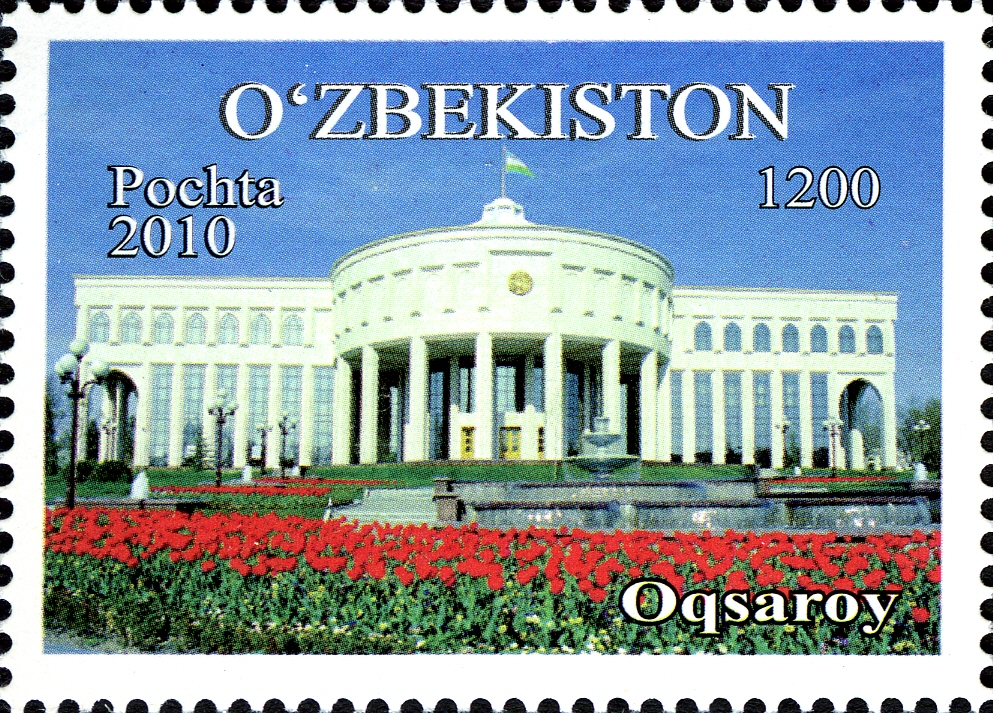
Аксарай — резиденция, ныне музей первого президента Узбекистана И. А. Каримова

24 марта 1990 года на сессии Верховного Совета Узбекской ССР избран президентом республики. Согласно статье 89 Конституции президент обеспечивает согласованное взаимодействие всех ветвей власти. С 13 ноября того же года как президент возглавлял Кабинет министров Узбекской ССР.
В марте 1991 года перед референдумом о сохранении СССР, агитировал население Узбекистана проголосовать за то, чтобы остаться в составе Советского Союза. Республика дала 93,7 % голосов «за» при явке в 95,4 %. Однако уже 31 августа того же года, через 10 дней после провала выступления ГКЧП, Каримов стал одним из среднеазиатских лидеров, который объявил о независимости своей республики (Аскар Акаев объявил о государственной независимости Кыргызстана тоже в этот день). Верховным Советом Узбекистана был принят соответствующий закон. Независимость республики была подтверждена на референдуме 29 декабря 1991 года (который прошел уже после объявления о прекращении существования СССР), где более 98 % проголосовали за независимый Узбекистан.
14 сентября возглавляемая Каримовым Компартия Узбекистана заявила о выходе из состава КПСС.
1 ноября 1991 года состоялся учредительный съезд Народно-демократической партии Узбекистана, избравший Каримова, который не принимал участия в работе съезда, председателем партии.
13 декабря 1991 года вместе с другими главами среднеазиатских республик поддержал Беловежское соглашение о прекращении существования СССР, а через 8 дней подписал Алма-Атинскую декларацию о целях и принципах СНГ, подтвердившую упразднение Союза ССР.
Председатель Совета министров Белорусской ССР (1990—1991) Вячеслав Кебич:

Когда Беловежские соглашения состоялись, то первый человек, который позвонил после Нурсултана Назарбаева — именно Каримов. Он позвонил и спросил: что у вас произошло? Тогда же они с Назарбаевым предложили встретиться в Алмате и принять решение о создании нового Содружества— http://sputnik.by/politics/20160902/1025029307.html
18 ноября VIII сессия Верховного Совета Республики Узбекистан приняла закон о выборах президента. Президентские выборы прошли 29 декабря 1991 года на альтернативной основе. На президентское «кресло» претендовали: от народно-демократической партии и Союза профсоюзов Узбекистана — И. А. Каримов, от демократической партии «Эрк» — Салай Мадаминов (Мухаммад Салих). По итогам голосования, от общего числа избирателей 86 % отдали свои голоса за Ислама Каримова, 12,3 % — за Салая Мадаминова.
Практически с первых дней своего существования светская республика Узбекистан столкнулась с мощным оппозиционным исламским движением. Особенно сильным оно было в районе Ферганской долины, где исламская оппозиция захватывала целые районы под свой контроль. Президенту Каримову приходилось лично летать в Наманган, чтобы договариваться с восставшими исламистами. Однако уже к середине 1990-х большинство исламистских движений первой волны было ликвидировано, оставшиеся либо бежали за границу, как Исламское движение Узбекистана, либо ушли в подполье как Хизб-ут-Тахрир.
Играя заметную роль в центральноазиатском регионе, Каримов оказал влияние на прекращение гражданской войны в Таджикистане. Так, в 1992 г. «для восстановления конституционного строя» в соседней республике Каримов направил туда 50-тысячный контингент, в том числе 15-ю бригаду спецназа ГРУ под командованием полковника Владимира Квачкова (в 1992 году бригада была передана Узбекистану). По утверждению некоторых аналитиков, Каримов способствовал продвижению малоизвестного на тот момент политика Эмомали Рахмонова на пост председателя Верховного Совета Таджикистана, а потом и на пост президента страны.

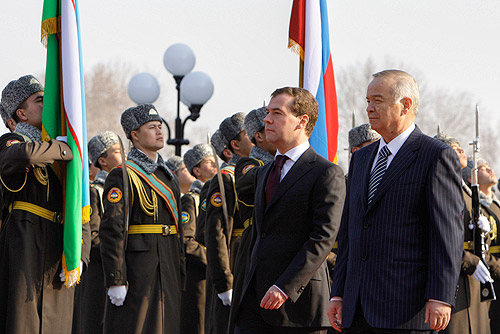
Ислам Каримов и Дмитрий Медведев во время его визита в Узбекистан (2009 г.)

26 марта 1995 года через референдум президентские полномочия И. А. Каримова продлены до 2000 года. Были ужесточены ограничения на оппозицию через закон о политических партиях. Каримов, избравший авторитарную модель государственного развития, получил практически неограниченную власть, но не сумел добиться реального улучшения жизненного уровня для большинства населения и постепенно начал терять свою изначальную легитимность. По мере ухудшения экономической ситуации и обострения борьбы за власть серьёзной угрозой политическому режиму Каримова стали мусульманские лидеры. Ситуация обострялась в 1999, 2000 и 2004 гг., когда боевики устраивали взрывы и теракты в Ташкенте и других местах, а в соседнем Кыргызстане проходили масштабные боестолкновения правительственных войск с вооружённой узбекской оппозицией. В ответ были проведены несколько серий массовых арестов. В 1999 году Каримов реформировал традиционный общинный институт местного самоуправления — махаллу, создав на его основе вооружённые отряды «Стражей махалли». По мнению экспертов, махалли стали основным элементом системы слежки и контроля за населением. Покушение на Каримова в 1999 году вызвало ещё больше репрессий против исламских групп и объединений.

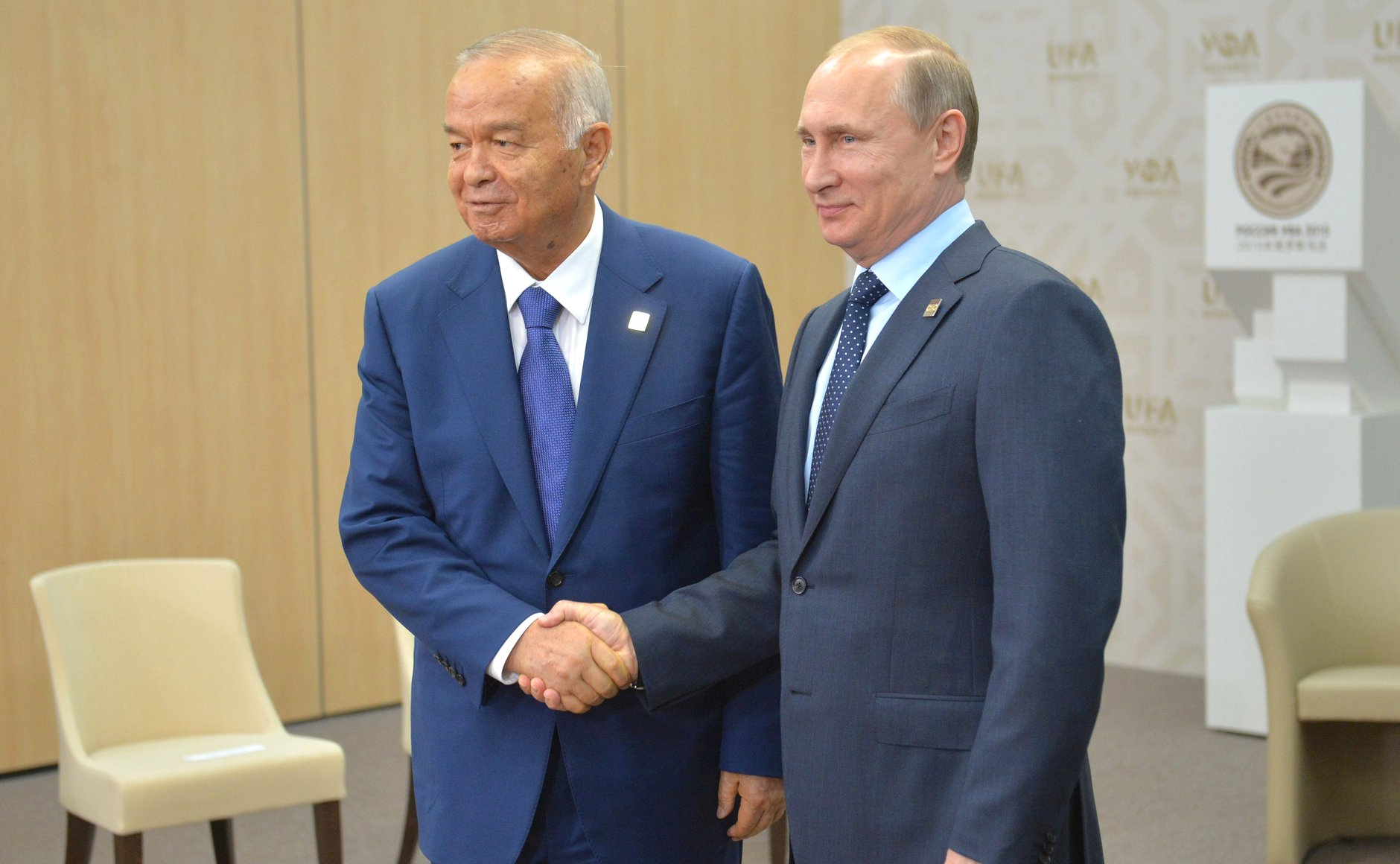
Ислам Каримов и Владимир Путин во время встречи в верхах ШОС в Уфе (2015 г.)

В начале июня 1996 года президент Ислам Каримов заявил о своём желании покинуть должность председателя правящей Народно-демократической партии Узбекистана, и ряды самой партии. 15 июня того же года в ходе 16-го пленума Центрального комитета НДПУ, его заявление было принято и удовлетворено, и Ислам Каримов покинул должность лидера партии, одновременно покинув и её ряды.
В феврале 1999 года в Ташкенте у здания правительства, где должно было состояться заседание кабинета министров, в результате взрыва заминированного автомобиля погибли 16 человек и более ста получили ранения. Президент не пострадал. В своём выступлении по телевидению он назвал теракт попыткой покушения на свою жизнь и обвинил в этом представителей радикального ислама.
9 января 2000 года на практически безальтернативных выборах избирается президентом на второй срок с результатом 91,9 % голосов. После 11 сентября 2001 года Узбекистан стал стратегическим союзником США в войне против террористов в Афганистане. Ташкент предоставил Вашингтону возможность открыть на территории Узбекистана военную базу.
Национальный референдум 27 февраля 2002 года продлил президентские полномочия с 5 до 7 лет. В мае 2005 года произошли беспорядки в Андижане, где правительственные войска открыли огонь по демонстрантам, требовавшим проведения социально-политических и экономических реформ в республике. По официальной версии, власти подавили антиправительственный мятеж террористов, финансировавшихся посольством США и иностранными СМИ.
Очередные выборы прошли 23 декабря 2007 года. Либерально-демократическая партия Узбекистана выдвинула Каримова в качестве своего кандидата, несмотря на то, что он не имел права баллотироваться более двух сроков подряд. Нужное количество подписей смогли представить в ЦИК четыре кандидата, которые и стали участниками выборов. Исход выборов был предрешен — победителем стал И. Каримов, набравший в первом туре 90,76 % голосов при явке 91 %. Наблюдатели от ШОС и СНГ дали положительную оценку выборам, в то время как западные представители подвергли критике выборы за отсутствие «истинного выбора» и назвали их фарсом.
Следующие президентские выборы состоялись 29 марта 2015 года, и на них вновь одержал победу Ислам Каримов. Он набрал 90,39 % голосов.

### Внутренняя политика

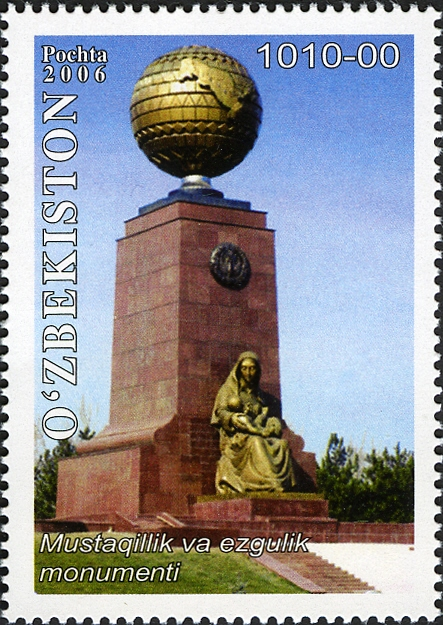
Монумент Независимости в Ташкенте

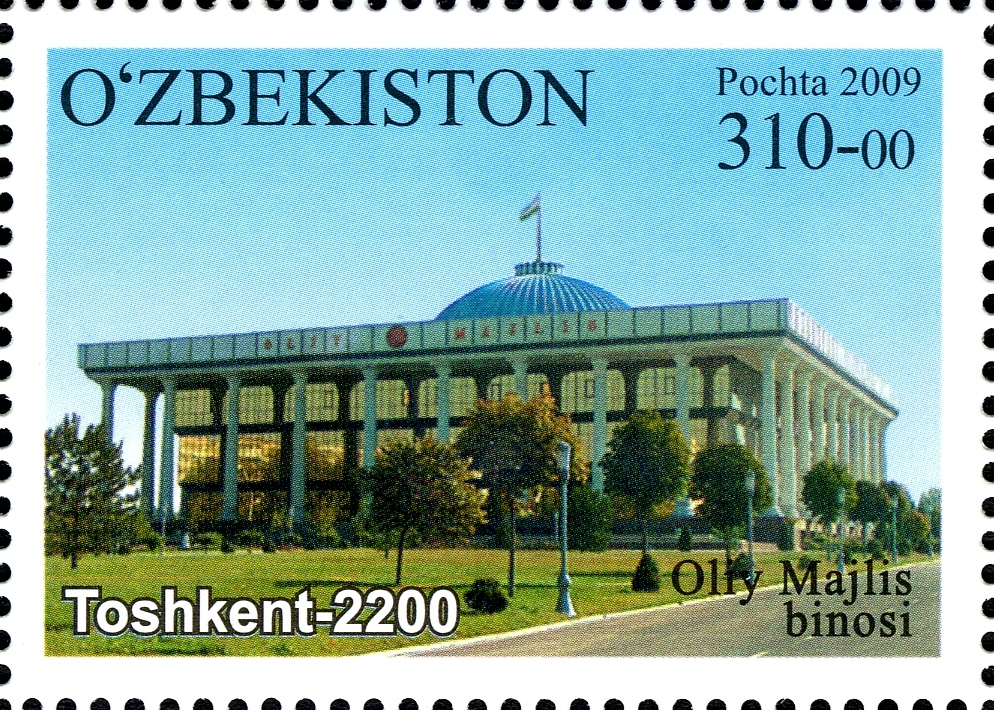
Здание парламента — Олий Мажлиса в Ташкенте

Каримов стал главой государства, в котором клановые связи играют огромную роль. Кроме того, в стране, где почти всё население исповедует ислам, стало стремительно усиливаться влияние сторонников теократического правления. Исламская религия стала играть важную роль в жизни Узбекистана, но при этом государство по инерции оставалось светским. Произошла фактическая реабилитация лидера Узбекской ССР Шарафа Рашидова, что позволило Каримову заручиться поддержкой мощных местных кланов.
В советский период основой узбекской экономики было производство хлопка. Из-за рубежа страна вынужденно завозила зерно, крупу, мясо, молочные продукты, яйца, сахар. В такой сложной ситуации по инициативе И. Каримова в августе 1989 года был принят документ о развитии личных подсобных хозяйств и строительства жилья. В 1989—1990 годах были увеличены подсобные хозяйства 1,5 миллиона семей, 700 тысяч семей получили земельные участки. Расширились источники дохода населения, начала решаться жилищная проблема, стал расти уровень занятости.
В 1990-х годах после распада СССР и разрушением прежних экономических связей с Россией страна оказалась на грани коллапса, отмечалось снижение объёмов торговли и производства из-за того, что технологически промышленность двух стран были тесно связаны. Каримов взял курс на форсированную индустриализацию экономики, проходившую во многом за счет свертывания социальных программ. В итоге в Узбекистане на небольшой срок была сохранена собственная база авиастроения, появилась автомобильная промышленность.
С самого начала президент Каримов стал строить жёсткую вертикаль власти, опираясь на силовиков. Любые попытки дестабилизации ситуации в стране жёстко пресекались, будь то народные митинги, или оппозиционные акции протеста или выступления исламских активистов.
При И. А. Каримове в республике была создана современная дорожно-транспортная и инженерно-коммуникационная инфраструктура, в том числе построены железнодорожные линии Ангрен-Пап с тоннелем через перевал Камчик, Ташгузар-Байсун-Кумкурган, открыто высокоскоростное железнодорожное сообщение от Ташкента до Самарканда, Бухары и Карши, модернизированы международные аэропорты, созданы международный центр логистики на базе аэропорта Навои.
При Каримове русские кадры сменились национальными. Антироссийских лозунгов при этом на государственном уровне не звучало, однако период нахождения Узбекистана в составе Российской империи и СССР стал оцениваться негативно, а отряды басмачей, действовавшие в 1920-х годах, были признаны национально-освободительным движением.

### Внешняя политика

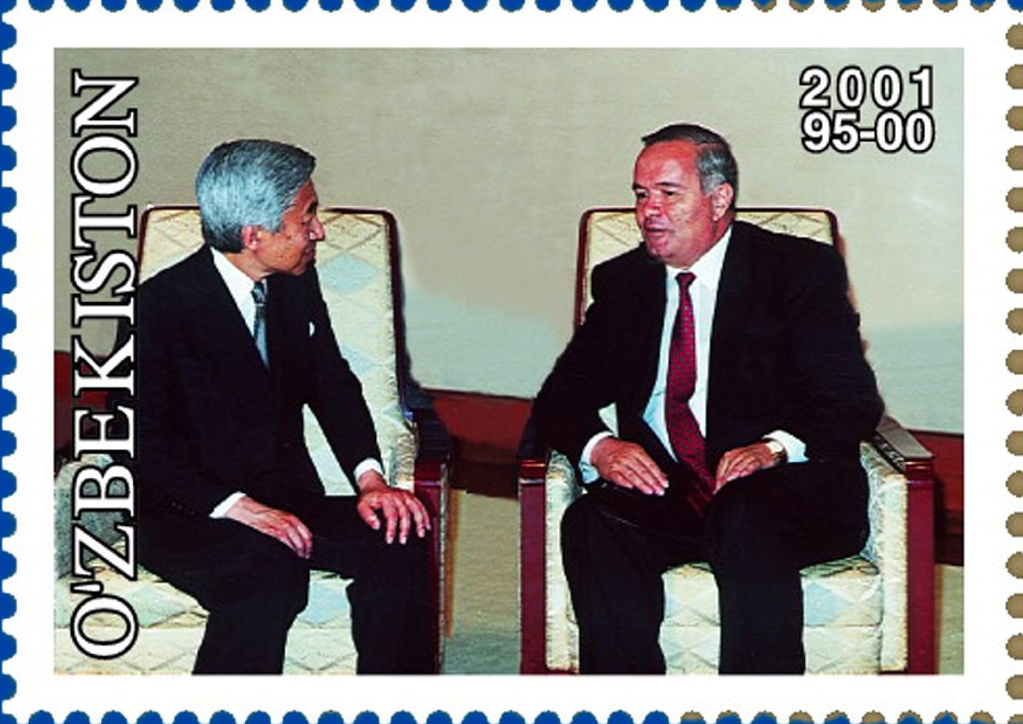
Почтовая марка с изображением Ислама Каримова (справа) и японского императора Акихито (слева)

Каримов стремился к независимой внешней политике Узбекистана, но из-за военных конфликтов в пограничных Таджикистане и Афганистане вынужден был лавировать между сильными державами — Москвой и Вашингтоном. В 1994 году Узбекистан стал членом Организации договора о коллективной безопасности, но в 1999 году, в виду усиления присутствия России в Закавказье и Средней Азии, Каримов вышел из него (вернулся в 2006 г.). Позже, опасаясь возможного вторжения талибов из Афганистана и экспорта исламской революции, он снова пошел на сближение с Москвой, и в июне 2001 года Узбекистан присоединился к Шанхайской организации сотрудничества (ШОС).
Юй Хунцзюнь, бывший посол Китая в Узбекистане дал следующую оценку И. Каримову: «Я восхищался деятельностью первого президента Узбекистана, который сплотил народ страны, внёс огромный вклад в дело сохранения мира и стабильности в Центральной Азии. Ислам Каримов обладал тонким политическим чутьём, являлся опытным и дальновидным государственным деятелем.»
Вспыхнувшие в мае 2005 года беспорядки в Андижане были властями подавлены чрезмерно жестоко, с применением боевого наступательного оружия, что вызвало гневную реакцию в США и странах Запада. Каримов увидел в этом попытку Вашингтона сменить режим в Узбекистане путём «цветной революции». Москва поддержала версию Ташкента об организации андижанских выступлений исламскими экстремистами, и вскоре РФ и Узбекистан подписали договор о союзнических отношениях, предоставлении России военных баз и объектов на территории республики, а ранее открытая американская база в Ханабаде была закрыта.
Президент России В. Путин выделяя заслуги И. Каримова, отмечал: «…действительно, Ислам Абдуганиевич заложил очень прочную основу взаимоотношений между нашими странами, выстроил наши отношения именно как стратегические, стратегического партнёрства…»; «… другой возможности для полноценного раскрытия всего потенциала Узбекистана и узбекского народа в отрыве от развития отношений с Россией он не видел, мы это всегда очень ценили…»
В сентябре 2016 года В. Путин выразил свои соболезнования в связи со смертью И. Каримова и подчеркнул «его уход из жизни — тяжёлая утрата для народа Узбекистана, а также для всего Содружества Независимых Государств и для стран — партнеров по Шанхайской организации сотрудничества. Ислам Абдуганиевич был авторитетнейшим государственным деятелем, настоящим лидером своей страны. С его именем связаны важнейшие вехи в истории современного узбекского государства».
После смерти И. Каримова, авторитетное бельгийское онлайн-издание Brussels Express дало ему оценку: "первый президент создал прочную основу узбекской государственности и развития общества в годы независимости. Ислама Каримова по праву можно назвать основоположником национального возрождения Узбекистана. Ежедневная газета «Дипломат в Испании» характеризовала его как выдающегося политика, разработавшего и реализовавшего узбекскую модель построения рыночной экономики и демократии.

### Инициативы в области культурной политики и системы образования

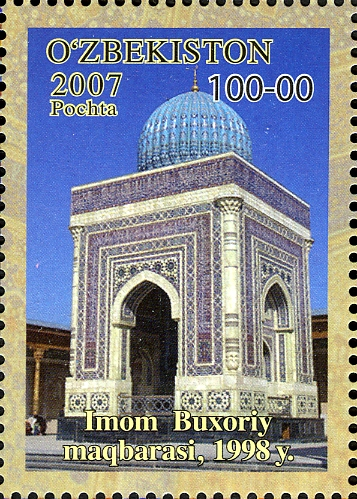
Мавзолей имама Аль-Бухари на почтовой марке Республики Узбекистан

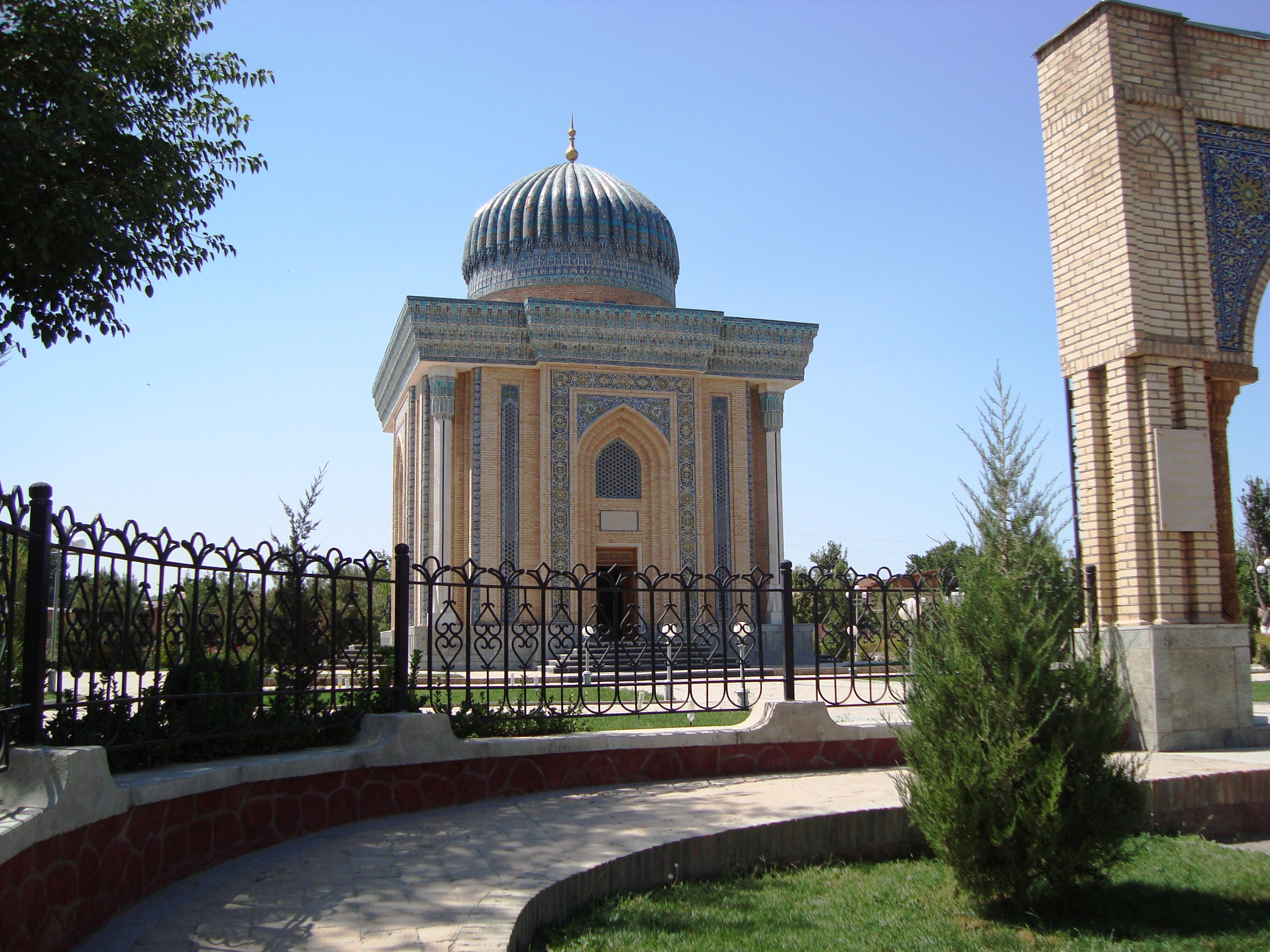
Мавзолей аль-Мотуриди в Самарканде

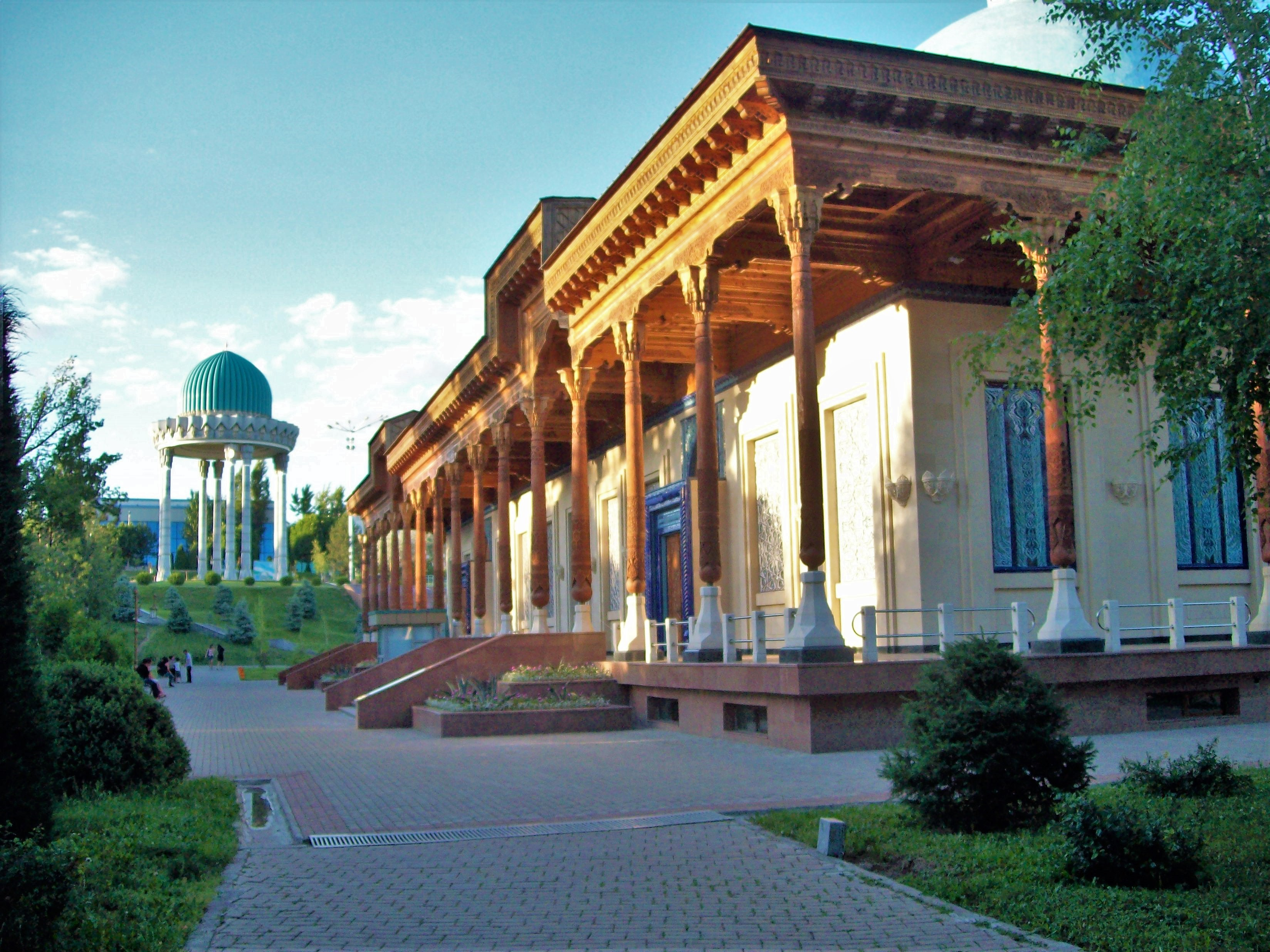
Музей Памяти жертв репрессий

Памятник Джалаладину Мангуберды в Ургенче

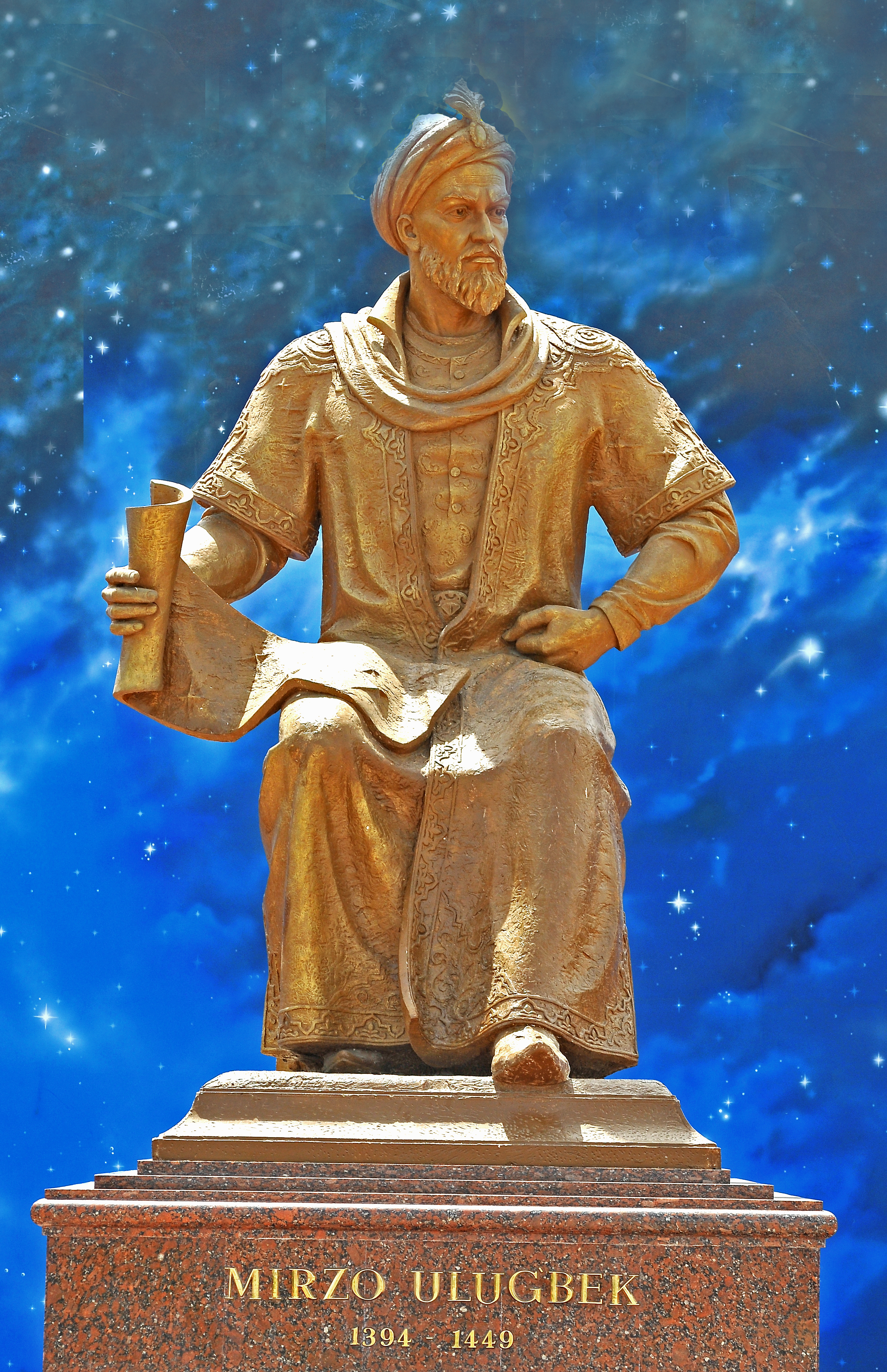
Памятник Мирзо Улугбеку близ его обсерватории в Самарканде, 2009 г.

При руководстве страны И.Каримовым был основан Бухарский государственный медицинский институт, а в марте 1991 года институту присвоено имя Абу Али ибн Сино.
После распада СССР появились новые задачи в развитии узбекской государственности и системы образования. В сентябре 1992 года был образован Университет мировой экономики и дипломатии (УМЭД) в системе Министерства иностранных дел Республики Узбекистан, который стал кузницей кадров узбекской дипломатии. Ещё в июле 1991 года был создан Ташкентский государственный университет востоковедения, а в дальнейшем он был расширен и сейчас в нём функционируют 6 научно-исследовательских центров: Восточная лингвистика, Литература стран Востока и переводоведения,
История, источниковедение и историческая география народов Центральной Азии, Теоретические и практические проблемы экономики и экономических отношений стран зарубежного Востока, Центр азиатско-европейских исследований,
Научный центр изучения и пропаганды научного наследия Махмуда Замахшари. Это было первое и единственное специализированное высшее учебное заведение в Центральной Азии, начавшее подготовку квалифицированных специалистов для ряда отраслей востоковедения.
В 1994 году по указу президента Узбекистана Ислама Каримова был создан Самаркандский государственный институт иностранных языков. Он является одним из крупнейших институтов Узбекистана и Средней Азии по изучению иностранных языков. В настоящее время институт подготавливает высококвалифицированных иностранных филологов специалистов, в том числе, гидов-переводчиков для высшего и среднего специального образования, а также инфраструктурам туризма.
В 1996 году по инициативе президента И. Каримова, в честь празднования 660-летия со дня рождения Тимура был открыт Государственный музей истории Тимуридов. В 2007—2011 годах был выполнен проект фундаментальных исследований «Изучение в Узбекистане и за рубежом письменных памятников эпохи Тимуридов», в рамках которого были собраны материалы и сведения, касающиеся рукописей эпохи Амира Тимура и Тимуридов, хранящихся в других странах.
В 1999 году в Узбекистане его указом 9 мая был объявлен Днём Памяти и Почестей. Он стал отмечаться как всенародный праздник, как День Памяти и Почестей участников Второй мировой войны, но и всех сынов Узбекистана, отдавших свою жизнь за свободу и независимость республики. В центре Ташкента и других городах Узбекистана, были построены мемориальные комплексы — «Площадь Памяти». В каменных нишах ташкентского комплекса на памятных досках были высечены имена более 400 тысяч воинов-узбекистанцев, погибших или пропавших без вести на фронтах Великой Отечественной войны.
Музей памяти жертв репрессий был образован в соответствии с Указом президента Узбекистана «Об учреждении Дня поминовения жертв репрессий» от 1 мая 2001 года и Постановлением Кабинета министров Республики Узбекистан от 8 ноября 2002 года № 387. Учитывая значение музея «Памяти жертв репрессий» и согласно Постановлению президента Республики Узбекистан от 5 мая 2008 года экспозиция музея была обновлена.
Музей расположен в месте, где с начала 1920-х годов и до конца 1930-х годов происходили массовых казни репрессированных.
По инициативе И. Каримова в 1997—1998 годах на древнем мазаре известного исламского религиозного деятеля имама Абу Абдуллаха Мухаммада ибн Исмаила аль-Бухари в ознаменование 1225-летия со дня его рождения по лунному календарю был построен мемориальный комплекс имама Аль-Бухари. Он представляет собой комплекс сооружений мемориального, культового и духовно-просветительского назначения в кишлаке Хартанг Пайарыкского района Самаркандской области Узбекистана. Могила имама аль-Бухари является одной из самых почитаемых святынь ислама в исламском мире.
В 1999 году совместным решением правительства Узбекистана и ЮНЕСКО в Термезе состоялось официальное празднование 1000-летия создания эпоса «Алпамыш», были организованы международная конференция, фестиваль исполнителей эпического творчества.
По инициативе И. Каримова в 2000 году в Узбекистане широко отмечалось 1130-летие со дня рождения имама Абу Мансура аль-Матуриди. К этой дате было приурочено издание его трудов, проведение международной конференции и открытие мемориального комплекса на его могиле в Самарканде. На месте разрушенного мавзолея и уничтоженного в годы советской власти кладбища Чокардиза, где, по преданию, были погребены более 3000 исламских учёных, был сооружён архитектурный комплекс, в центре которого находится мавзолей учёного. На территории комплекса помимо самого мавзолея и могил учёных-богословов, разбит парк из зелёных насаждений.
После обретения независимости Узбекистана в честь 675-летия Бахауддина Накшбанда в 1993 году его мемориальный комплекс в Бухарской области был отреставрирован. По инициативе И. Каримова в 2003 году были проделаны большие работы по благоустройству комплекса. Обширный сад соединил в единую композицию погребение Хазрата Бахауддина и место погребения его матери. Также был отреставрирован Дахмаи Шохон (Некрополь правителей), где покоятся останки некоторых правителей из династий Тимуридов, Шейбанидов, Аштарханидов и Мангытов.
Одним из важнейших стратегических решений, принятых в первые годы независимости Узбекистана по инициативе И. А. Каримова, было введение тестового метода при приеме в высшие учебные заведения. Это изменило сознание людей, укрепил веру в справедливость и объективность системы тестирования. Узбекистан первым среди стран СНГ на государственном уровне внедрил в 1992 году систему тестирования при приеме в высшие и средние специальные учебные заведения.
По инициативе И. Каримова для организации обучения за рубежом молодежи Узбекистана был создан фонд Умид. Первые студенты были направлены на учёбу в 1997 году. Также студенты обучались в других странах мира, включая Великобританию, Японию, Германию, Францию и Италию.
В эпоху И. Каримова в Узбекистане впервые учёные-женщины получили возможность защитить докторские диссертации в ведущих научных учреждениях Европы и США.

### Критика
Международными организациями, СМИ и оппозицией власти Узбекистана в период президентства Каримова часто обвинялись в подавлении политической оппозиции, коррупции и массовых нарушениях прав человека, особенно в связи с событиями в Андижане в 2005 году.
Сайт «Parade.com» несколько лет подряд называл Каримова одним из самых жестоких диктаторов, отмечая частое применение пыток и принудительного психиатрического «лечения» к несогласным в современном Узбекистане.
Каримов также критиковался за расстрел демонстрантов в ходе подавления беспорядков в Андижане в мае 2005 года. США подвергли критике правительство Узбекистана за убийства демонстрантов. Европейский союз решительно осудил применявшиеся при подавлении методы, охарактеризовав произошедшее как «чрезмерное, непропорциональное и неразборчивое применение силы», подчеркнув препятствование тщательному расследованию происшествия властями Узбекистана. По решению Европейского союза в октябре 2005 года в Узбекистан были наложены международно-правовые санкции в виде тотального эмбарго на продажу вооружений, а также запрет на въезд и на получение европейской визы ряду должностных лиц Узбекистана для въезда на территории стран ЕС. Из-за этого решения ряд стран перестали экспортировать вооружение в Узбекистан, а большинству должностным лицам Узбекистана стало невозможным или трудным въезд на территорию ЕС. Спустя четыре года эмбарго на экспорт вооружений и некоторые другие ограничения в отношении Узбекистана были сняты в октябре 2009 года во время встречи министров иностранных дел стран ЕС в Люксембурге. По их мнению, «такое решение принято для того, чтобы поощрить узбекские власти к улучшению ситуации с правами человека в стране». Решение об отмене эмбарго резко критиковали международные правозащитные организации, включая Human Rights Watch и Amnesty International.

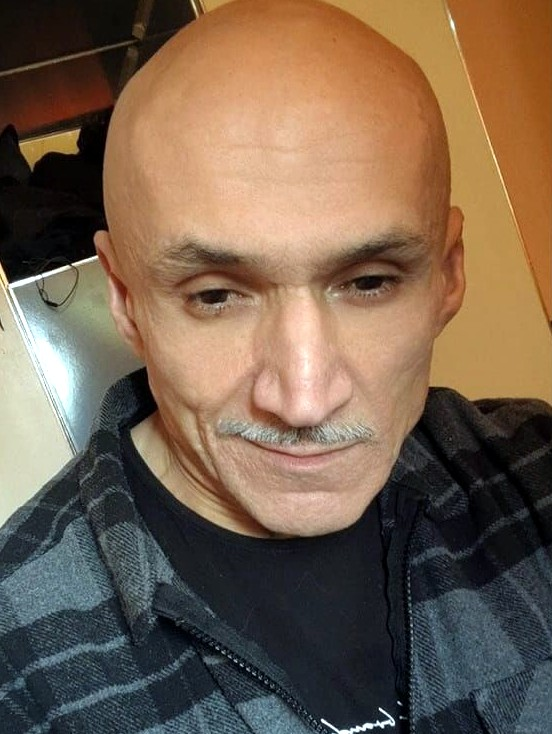
Джамшид Каримов, племянник президента. 11 лет провел в психиатрической клинике по приказу дяди.

Карательная психиатрия стала орудием для борьбы с инакомыслием. Каримов проявил жестокость и к своим родственникам, в частности, его племянник Джамшид Каримов был отправлен в психиатрическую клинику за критику политического режима дяди. Джамшид в общей сложности провел 11 лет в Самаркандской психиатрической больнице, и был освобожден лишь после смерти президента. Ему назначили пенсию по инвалидности.

### Обвинения в диктаторстве и авторитаризме
Ислам Каримов постоянно обвинялся в диктаторстве и авторитарном правлении страной. Популярное еженедельное американское издание и газета Parade в рейтинге из ныне находящихся у власти самых худших и жестоких диктаторов мира по итогам 2006 года поставил Ислама Каримова на пятое место, между Робертом Мугабе и Ху Цзиньтао. В рейтинге Parade 2008 года Ислам Каримов занял 9-е место, опередив президента Эритреи Исайяса Афеворки, а в рейтинге 2009 года этого же издания опустился на 11-е место, расположившись между Муаммаром Каддафи и Башаром Асадом, регулярно попадая в рейтинги диктаторов вплоть до своей смерти. Аналогичный рейтинг в 2010 году составил популярный журнал и издание Foreign Policy, в котором Ислам Каримов занял седьмое место, между Исайясом Афеворки и Махмудом Ахмадинеджадом. В этом рейтинге из глав стран постсоветского пространства, попавших в рейтинг, его опередил лишь президент Туркменистана Гурбангулы Бердымухаммедов. В рейтинге худших диктаторов стран Азии по итогам 2013 года Ислам Каримов занял пятое место. Четвёртый президент Кыргызстана Алмазбек Атамбаев в своих публичных выступлениях называл Ислама Каримова «престарелым диктатором».
В 2011 году младшая дочь Ислама Каримова — Лола проиграла судебную тяжбу о клевете против французского издания Rue89, которое называло Ислама Каримова «диктатором». Парижский суд, рассмотрев это дело, отклонил все претензии истицы. Представители издания, обосновывая формулировку «диктатор», указали на массовые и грубые нарушения прав человека в Узбекистане и злоупотребления своих полномочий со стороны местных властей и чиновников. Судья пришёл к выводу, что публикация, вызвавшая недовольство президентской семьи, не содержит клеветы, и фактически создал прецедент, из-за чего упоминание Ислама Каримова в качестве диктатора не является нарушением или клеветой.

## Болезнь, смерть и похороны
За 26,5 лет президентства Ислама Каримова официальные власти никогда не сообщали о его болезнях. При этом пресса нередко публиковала сообщения о слабом состоянии здоровья Каримова.
28 августа 2016 года Кабинет министров Узбекистана сообщил, что 78-летний Ислам Каримов накануне был госпитализирован после инсульта и находится на стационарном лечении. Сутки спустя младшая дочь Каримова — Лола сообщила в социальных сетях, что её отец перенёс кровоизлияние в мозг и находится в реанимации, его состояние стабильное. В тот же день, 29 августа информационное агентство «Фергана» сообщило о смерти президента от кровоизлияния в мозг, но эта информация была опровергнута аппаратом президента Узбекистана. 31 августа стало известно, что лечением Каримова с первого дня кризиса занимаются в Ташкенте российские специалисты — врачи Научно-исследовательского института нейрохирургии имени академика Н. Н. Бурденко. В этот же день президент РФ Путин поздравил Каримова с Днём независимости Узбекистана и пожелал ему доброго здоровья.

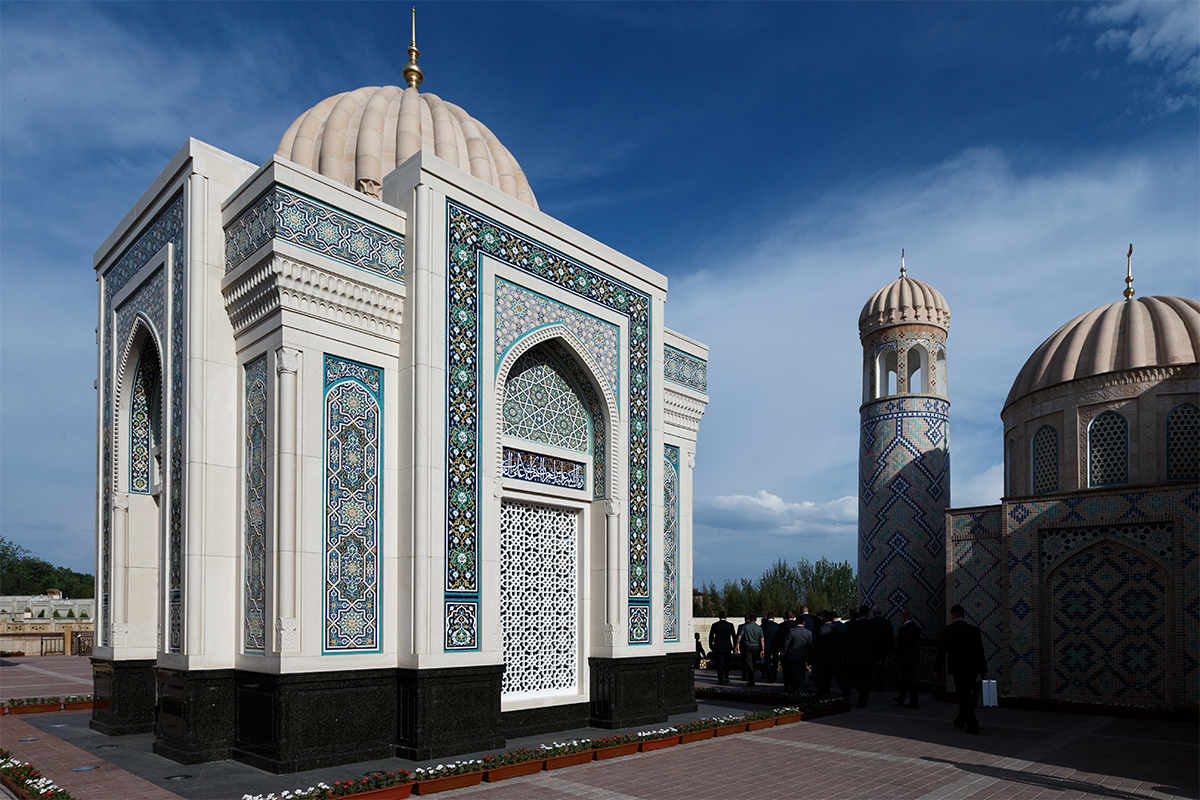
Место захоронения Ислама Каримова
в Самарканде

1 сентября информационное агентство «Фергана» сообщило о подготовке похорон Каримова, которые пройдут в Самарканде 3 сентября, что потом и подтвердилось властями республики.
2 сентября Кабинет министров Узбекистана сообщил о резком ухудшении состояния Каримова, оно было охарактеризовано как критическое. В этот же день Агентство «Рейтер» сообщило о получении информации о смерти Ислама Каримова из неназванных дипломатических источников, а также Бинали Йылдырым, премьер-министр Турции, выразил соболезнование народу Узбекистана в связи со смертью Каримова.
Вечером 2 сентября 2016 года власти Узбекистана официально объявили о смерти Ислама Каримова. В стране был объявлен трёхдневный траур.
Согласно опубликованному медицинскому заключению, Ислам Каримов был госпитализирован утром 27 августа с диагнозом инсульт и после реанимационных мероприятий вплоть до момента смерти находился в состоянии атонической комы, будучи подключённым к аппарату искусственной вентиляции лёгких. В лечении принимали участие специалисты из России, Германии, Монако и Финляндии, в том числе Лео Бокерия. Несмотря на проводимое лечение, в 20:55 2 сентября была констатирована смерть в результате полиорганной недостаточности. Позднее финский нейрохирург Юха Хернесниеми, принимавший участие в лечении Ислама Каримова, сообщил, что смерть мозга президента наступила в день инсульта.

### Похороны

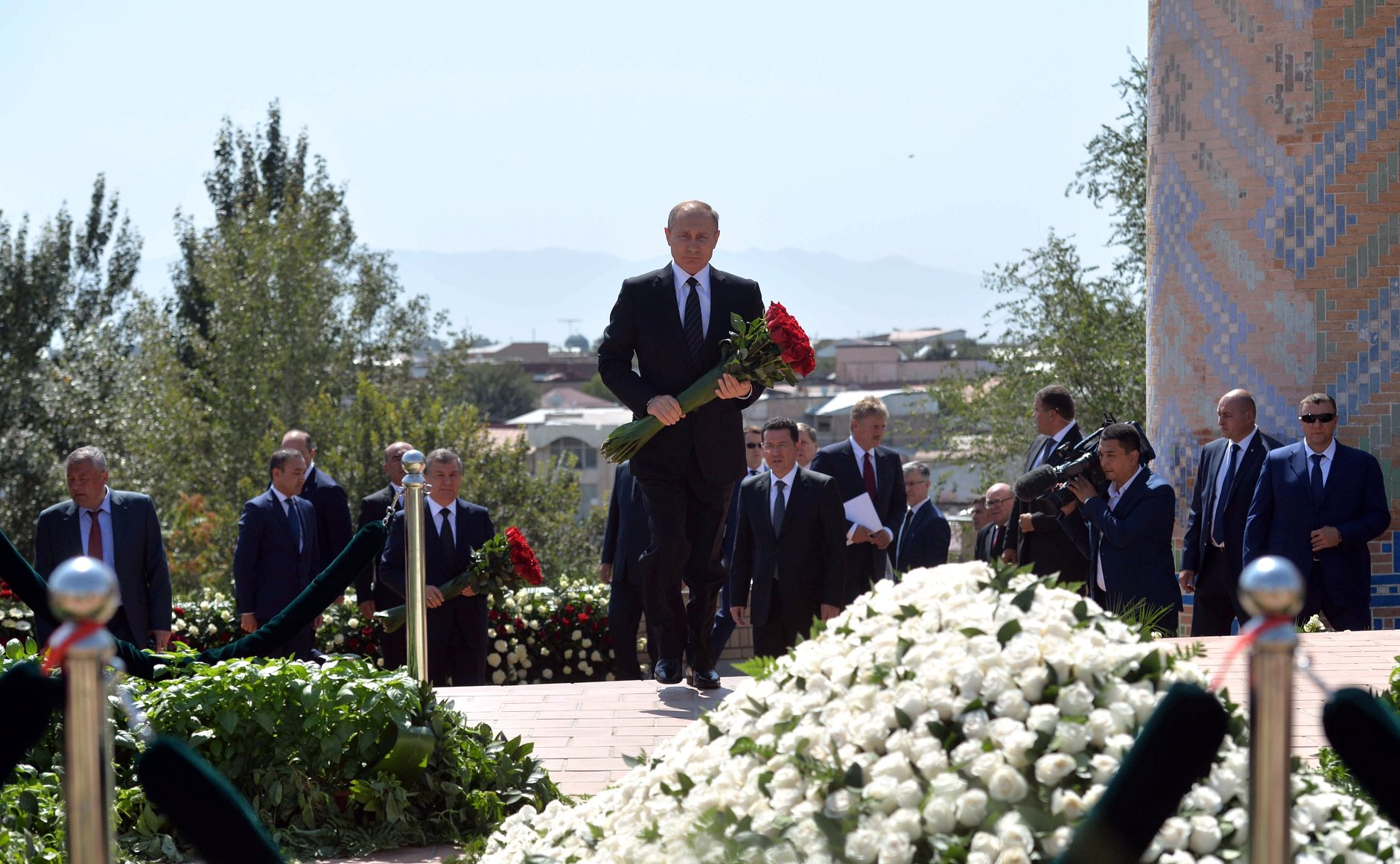
Президент России Владимир Путин возлагает цветы к свежей могиле Ислама Каримова за мечетью Хазрет-Хызр 6 сентября

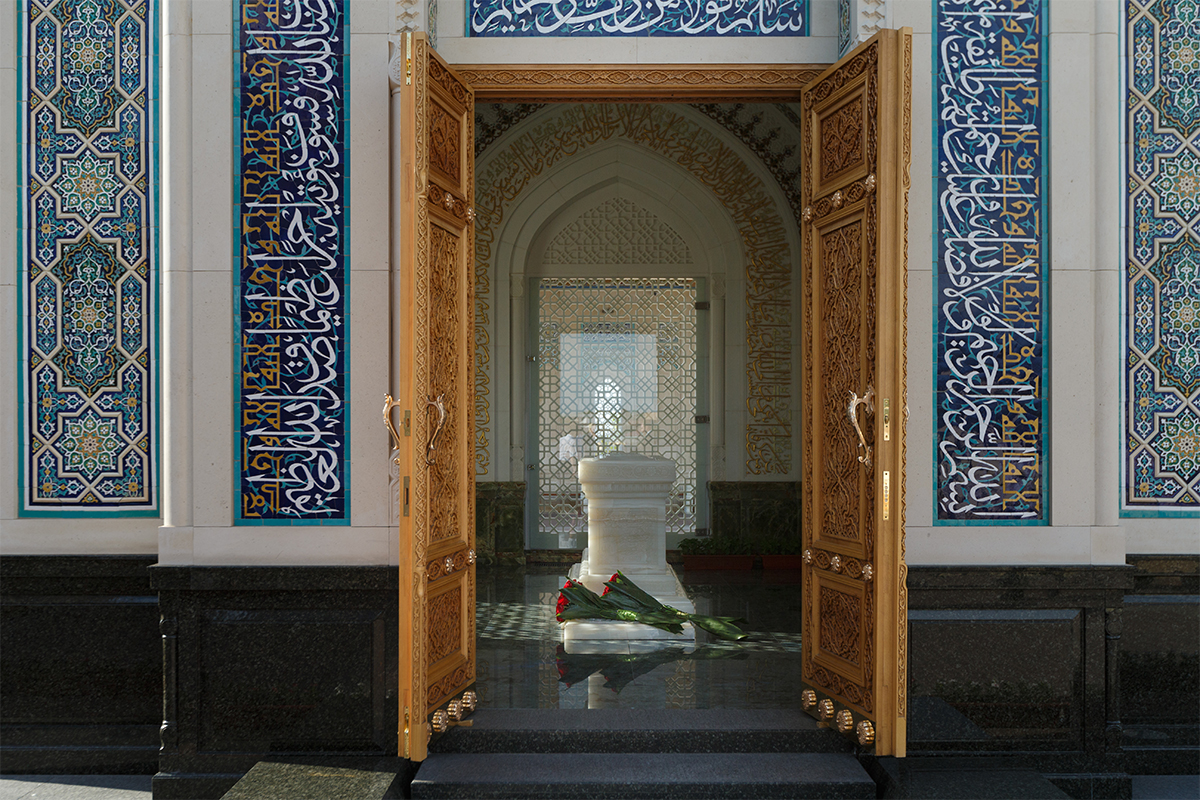
Интерьер мавзолея Ислама Каримова с надгробным камнем

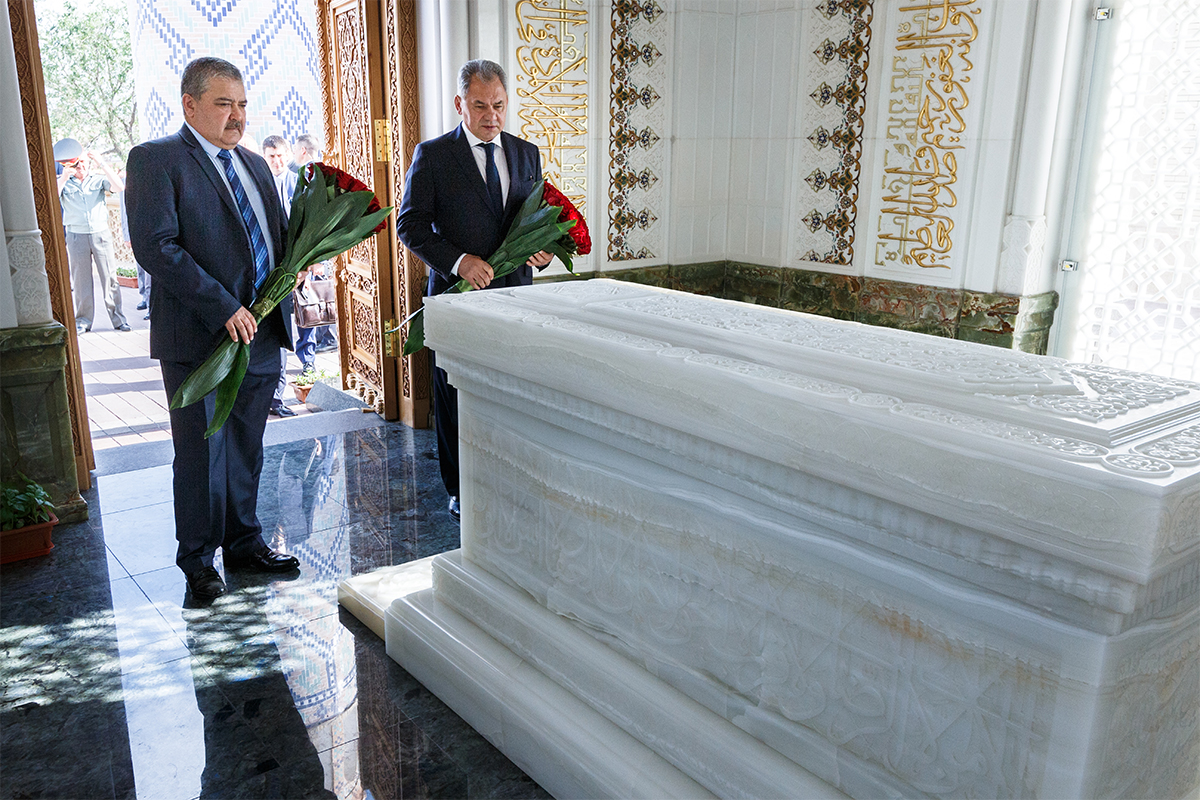
Министры обороны Узбекистана и России возлагают цветы к могиле Ислама Каримова

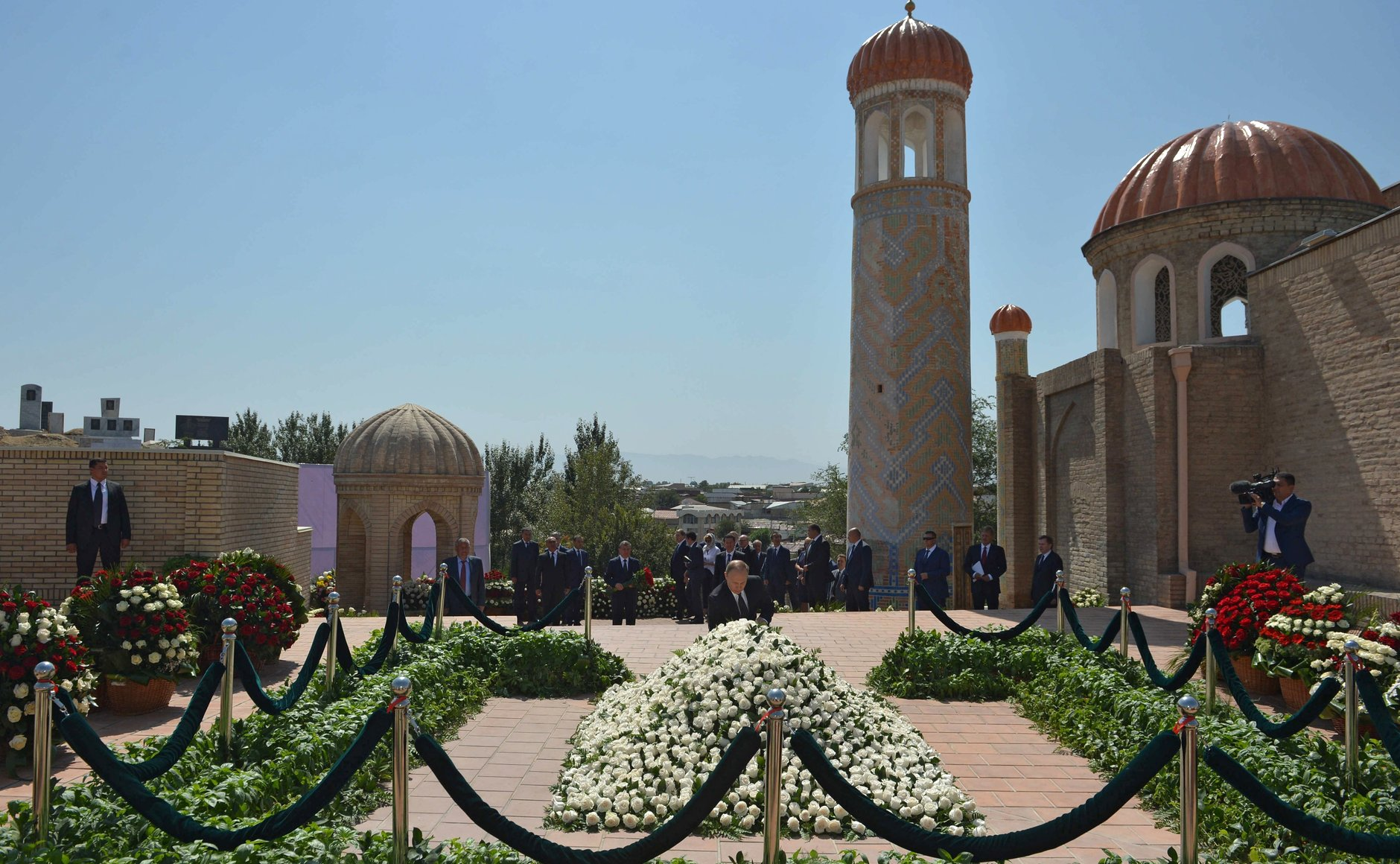
Президент России Владимир Путин у могилы Ислама Каримова

3 сентября 2016 года, в субботу рано утром длинный кортеж с телом Ислама Каримова направился в сторону международного аэропорта «Ташкент». Собственно тело Ислама Каримова перевозил чёрный Mercedes-Benz Sprinter. На улицы Ташкента по пути в аэропорт вышли тысячи людей, которые провожали кортеж с телом президента. Ряд людей не скрывали своих слёз, некоторые бросали цветы под проезжавший кортеж, другие осторожно выражали своё ликование. Часть вышедших на улицу людей позднее заявили, что вышли лишь для того, чтобы понаблюдать за происходящим. В самолёт в Самарканд мусульманскую носилку (табу́т) вынесли солдаты почётного караула Вооружённых сил Республики Узбекистан, они же вынесли её по прибытии в Самарканд и поместили в другой кортеж. Похороны Ислама Каримова состоялись в первой половине 3 сентября 2016 года, в его родном городе — Самарканде, куда его тело было доставлено специальным авиарейсом. Из родных Ислама Каримова, его тело по пути в Самарканд сопровождали только его жена Татьяна Акбаровна Каримова и младшая дочь Лола. На похоронах также отсутствовали единственный сын от первого брака Ислама Каримова — Пётр Каримов, а также все внуки Ислама Каримова. Узбекские спецслужбы при жизни И. Каримова представили ему собранное досье с финансовым компроматом на наследницу и фактами о её поведении, неподобающем мусульманской женщине. После этих событий И. Каримов решился на волевой шаг и Гульнара по существу оказалась под домашним арестом, ей запрещено пользоваться интернетом и общаться с внешним миром, её микроблог Twitter перестал обновляться, из информационного пространства исчезли её актуальные фотографии, поэтому она не могла присутствовать на похоронах отца.
По пути из международного аэропорта «Самарканд» в центр города, на улицы вышли тысячи самаркандцев, наблюдая за проезжающим кортежом с телом президента, некоторые также бросали цветы под проезжающий кортеж.
Первая часть традиционных траурных обрядов прошла в родном, родительском доме Ислама Каримова на улице Биби-Ханым, в его родной махалле Дахбеди, которая расположена за мечетью Биби-Ханым, в центре исторического центра Самарканда, где сосредоточены основные архитектурные достопримечательности города. В родном доме Ислама Каримова состоялась первая часть традиционных траурных обрядов, где в основном участвовали женщины. Там же к траурным мероприятиям присоединились некоторые родственники Ислама Каримова, проживающие в Самарканде. Вторая часть траурных обрядов и собственно джаназа была проведена на площади Регистан, внутри двора медресе Тилля-Кари. Из-за близости площади Регистан к родному дому Ислама Каримова (несколько сот метров), мусульманская носилка (табут) был перенесён из дома в медресе Тилля-Кари пешком, поочерёдно участниками похорон. Джаназу провёл главный муфтий Узбекистана и председатель Духовного управления мусульман Узбекистана Усманхан Алимов. На похоронах присутствовали президент Туркменистана Гурбангулы Бердымухамедов, президент Таджикистана Эмомали Рахмон, президент Афганистана Ашраф Гани, премьер-министры Казахстана (Карим Масимов), Кыргызстана (Сооронбай Жээнбеков), России (Дмитрий Медведев), Белоруссии (Андрей Кобяков) и Грузии (Георгий Квирикашвили), министр иностранных дел Ирана Мухаммад-Джавад Зариф, государственный министр ОАЭ Рашид бин Ахмад бин Фахад, глава Управления мусульман Кавказа и главный имам Азербайджана Аллахшукюр Пашазаде, представители правительств Азербайджана, Армении, Украины, Турции, Китая, Японии, Республики Корея, Пакистана, Индии и других стран, а также все послы и представители иностранных государств и международных организаций в Узбекистане. Изначально президент Казахстана Нурсултан Назарбаев собирался приехать на похороны своего коллеги, но в последний момент отправил вместо себя премьер-министра Карима Масимова, а сам улетел для участия на встрече в верхах G20 в Ханчжоу, также как и президент России Владимир Путин, который также уехал в Ханчжоу на саммит G20, отправив на похороны вместо себя Дмитрия Медведева. На похороны не приехал президент Кыргызстана Алмазбек Атамбаев, который позже в 2017 году, сравнивая его с Назарбaeвым, называл «престарелым диктатором». Из глав ближайших соседей Узбекистана, на похороны также не приехали президент Азербайджана Ильхам Алиев, председатель Китая Си Цзиньпин.
Табут с телом после джаназы в сопровождении гостей пешим ходом через улицу Ташкентская (ныне улица Ислама Каримова) был доставлен на территорию мечети Хазрет-Хызр, недалеко от мемориального комплекса Шахи-Зинда (в ряде источников неверно был указан как место погребения именно этот комплекс). Табут с телом несли члены правительства и руководства Узбекистана, другие чиновники и деятели, в том числе Шавкат Мирзиёев, Рустам Азимов и другие лица.
Из иностранных гостей по собственному желанию табут некоторое время нёс президент Таджикистана Эмомали Рахмон. Президент Таджикистана отметил, что «Ислам Абдуганиевич прочно вошел в историю узбекского народа как выдающийся государственный деятель, во многом определивший характер и содержание целой эпохи в развитии страны после обретения государственной независимости. Благодаря своей мудрости и дальновидности он снискал высокое признание и как политик широкого масштаба пользовался заслуженным авторитетом далеко за пределами страны»
По пути к месту погребения, за пешей колонной с телом президента наблюдали самаркандцы, вышедшие на улицу Ташкентская. Ислам Каримов был похоронен на специально подготовленной территории за мечетью Хазрет-Хызр в первой половине дня 3 сентября 2016 года, до полудня, в соответствии с мусульманскими обычаями. Недалеко от места захоронения Ислама Каримова находятся могила его матери и некоторых его братьев.

## Память
- 31 августа 2017 года в Ташкенте был торжественно открыт первый памятник Каримову перед его бывшей резиденцией Оксарой, где запланировано размещение благотворительного общественного фонда Ислама Каримова и научно-просветительского мемориального комплекса его имени[109].
- Памятники первому президенту Узбекистана установлены в Самарканде (открыт 2 сентября 2017 года)[110], Карши (открыт 30 января 2018 года)[111] и Москве (открыт 18 октября 2018 года)[112].
- 30 января 2018 года, в день, приуроченный к 80-летию со дня рождения Ислама Каримова, в Самарканде у мечети Хазрет-Хызр был открыт мавзолей, возведённый на месте захоронения первого президента Узбекистана[113][114].
- Имя Ислама Каримова присвоено Ташкентскому государственному техническому университету, Ташкентскому международному аэропорту, Дворцу искусств в Фергане и автозаводу GM Uzbekistan в Асаке[115].
- Решением Кенгаша народных депутатов города Ташкента бывшая Узбекистанская улица переименована в улицу имени Ислама Каримова[116].
- Имя Ислама Каримова носит проспект в Ташкенте, улицы в Бухаре[117] и Гулистане[118], Алма-Ате[119], скверы в Самарканде и Москве[120].

## Семья

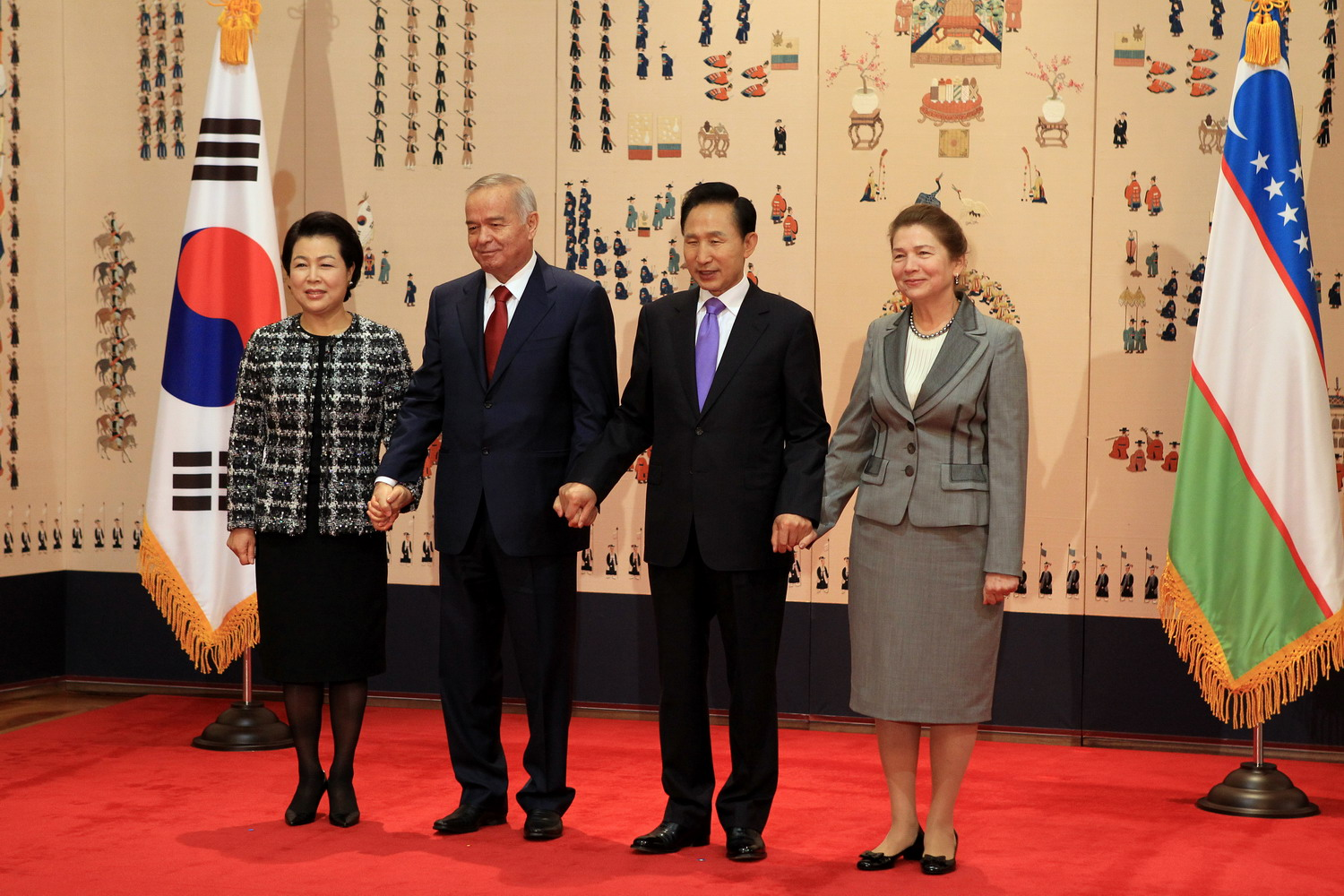
И. Каримов с супругой Т. Каримовой и президентом Южной Кореи Ли Мён Баком и первой леди Южной Кореи Ким Юн Ок

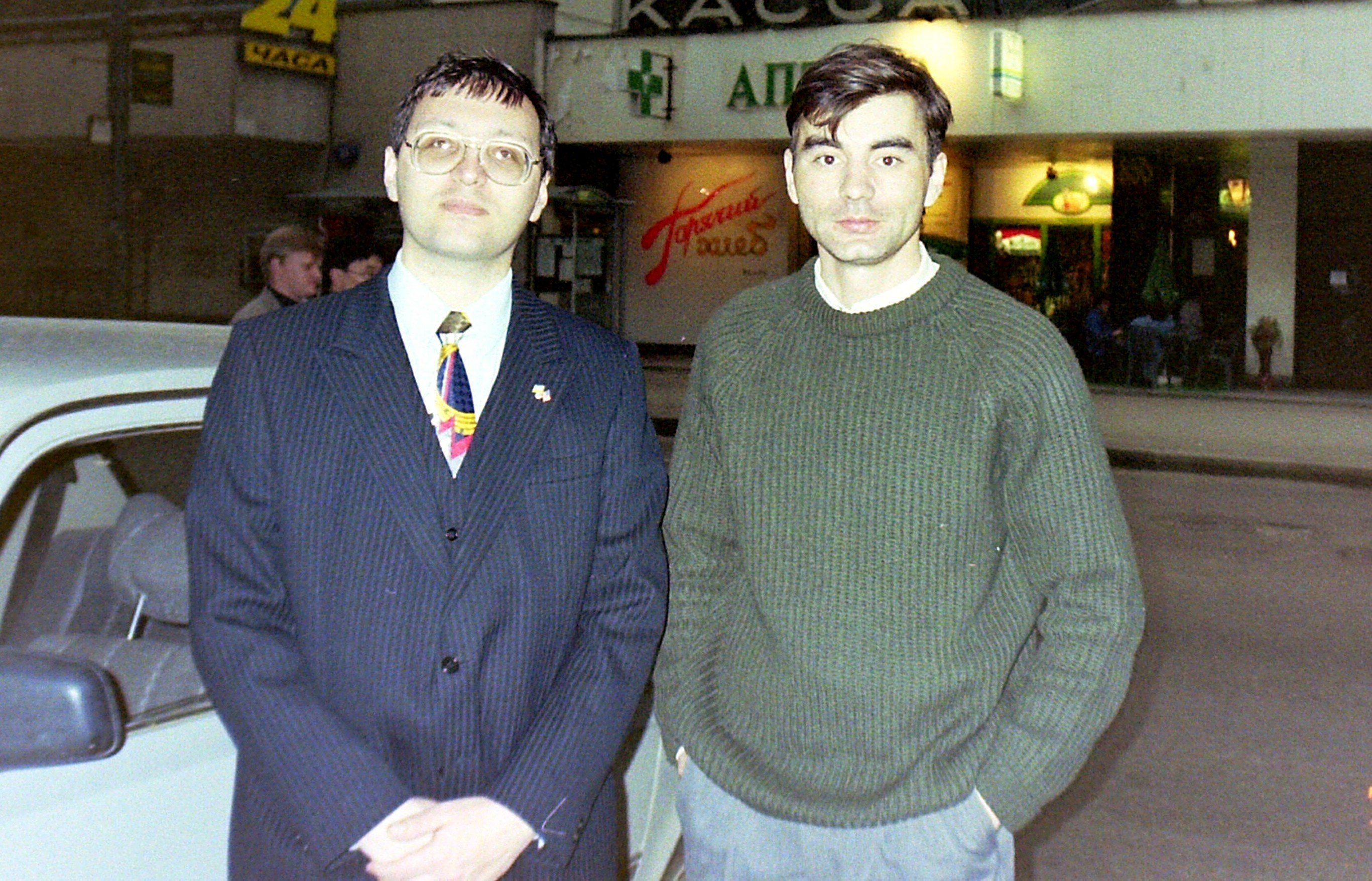
Петр Каримов (справа), заместитель главы представительства Национального банка ВЭД Узбекистана в Москве и однокурсник Алишер Таксанов, второй секретарь Посольства Узбекистана в РФ.

Первая жена в 1960-х годах (согласно опубликованным неофициальным данным) — Наталья Петровна Кучми. От первого брака есть сын — Пётр Исламович Каримов. В официальной биографии президента о таком браке и сыне не сообщается. Супруги развелись в 1969 году.
Сын Петр Исламович Каримов родился в апреле 1966 года, в 1983 году поступил на планово-экономический факультет Ташкентского института народного хозяйства. В 1984 году призвался на службу в СА, хотя имел заболевание, препятствующее службе. Со слов матери Натальи Кучми, отец Ислам Каримов настоял на этом, поскольку боялся критики со стороны Москвы, что он прикрывает сына от исполнения воинского долга. По окончании вуза работал в Ташкентском государственном экономическом университете. В 1995 году Петр защитил кандидатскую диссертацию по теме «Совместное предпринимательство в условиях перехода к рыночной экономике : (на материалах Республики Узбекистан)» в Санкт-Петербургском университете экономики и финансов. В 1996 году был заместителем главы представительства Национального банка ВЭД Узбекистана в Москве, затем заместителем председателя узбекского банка «Азия-инвест», позже работал в представительстве НАК «Узбекистон Хаво Йуллари» в России.
Вторая жена с 1970 года — Татьяна Акбаровна Каримова, родом из Ферганы. По образованию является экономистом, кандидатом экономических наук. Работала старшим научным сотрудником в Институте экономики Академии наук Узбекистана. Ныне на пенсии, и занимается общественной деятельностью. У супругов две дочери и пять внуков.
Старшая дочь Гульнара Каримова (род. 1972) — дипломат, профессор и бизнесмен, основательница и председатель «Форума культуры и искусства Узбекистана» и ряда неправительственных организаций. В 2014 году против Гульнары был возбуждён ряд уголовных дел и с февраля 2014 года она находилась под домашним арестом по обвинениям в вымогательстве имущества, в хищении и растрате госимущества. В ходе следствия были вновь открыты обстоятельства уклонения от уплаты налогов и факты отмывания денежных средств. 21 августа 2015 года по ранее выдвинутым обвинениям она была приговорена к пяти годам лишения свободы, после чего следствие по вновь открывшимся преступлениям было выделено в отдельное делопроизводство и продолжено. У Гульнары есть сын — Ислам Каримов-младший и дочь.
Вторая дочь Лола Каримова-Тилляева (род. 1978) — дипломат, известна в Узбекистане благодаря своей роли в развитии образования и спорта, а также в заботе о правах детей. Она является основателем крупных благотворительных организаций. Представитель Узбекистана при ЮНЕСКО. Муж Лолы Каримовой-Тилляевой — бизнесмен, у них есть две дочери и сын.

### Увлечения
Увлекался теннисом, часто играл в него. Являлся футбольным болельщиком, болел за «Бунёдкор». Также любил бокс и дзюдо, постоянно следил за спортивными достижениями спортсменов из Узбекистана и регулярно поощрял их. Одним из его знаменитых цитат является «Ничто так не прославляет страну на весь мир, как спорт». Любил тигров и орлов, и восхищался ими.

## Высказывания
- В марте 2013 года Ислам Каримов заявил что гомосексуальность отвратительна для узбекистанцев, а гомосексуалы являются «психически нездоровыми людьми». Он заявил: «Если мужчина живёт с мужчиной, или женщина с женщиной, я думаю, что у них в этом месте (указывает пальцами на свою голову) что-то явно не так, или же там произошли какие-то изменения». Он также заявил, что это «одно из мерзких явлений Западной культуры»[134][135][136][137].
- В июне 2013 года во время встречи с фермерами Джизакской области Ислам Каримов утверждал, что в Узбекистане сейчас на улицах невозможно встретить попрошаек. Мигрантов из Узбекистана, массово едущих на заработки в другие страны, особенно в Россию, он назвал «лентяями» (узб. dangasalar). Он сказал: «В Узбекистане сейчас немного ленивых людей. Я называю ленивыми тех, кто едет в Москву и подметает там улицы и площади. Ведь в Узбекистане никто с голоду не умирает. Это отвратительно, когда узбеки едут туда за куском хлеба, они позорят всех нас». Эти высказывания были показаны по государственным телеканалам Узбекистана и вызвали негодование жителей Узбекистана, а некоторые стали шутить по этому поводу, говоря: «Каримов прав. У нас больше нет попрошаек. Им никто не даёт денег, и они уехали в Россию»[138][139][140].

## Книги
Ислам Каримов является автором десятка книг:
- «Узбекистан: свой путь обновления и прогресса» 1992 г[141].
- «Узбекистан по пути углубления экономических реформ» 1995 г.
- «Узбекистан на пороге XXI века: угрозы безопасности, условия и гарантии прогресса» 1997 г.
- «Родина — священна для каждого» 1997 г.
- «Основные принципы политического и экономического развития Узбекистана» 1998 г.
- «Без исторической памяти нет будущего» 1998 г.
- «Идеология — это объединяющий флаг нации, общества, государства» 1998 г.
- «Узбекистан, устремленный в XXI век» 1999 г.
- «Наша высшая цель — независимость и процветание Родины, свобода и благополучие народа» 2000 г.
- «Основные направления дальнейшего углубления демократических преобразований и формирования основ гражданского общества» 2002 г.
- «Наша цель — демократизация и обновление общества, модернизация и реформирование страны» 2005 г.
- «Закрепляя достигнутые результаты, последовательно стремиться к новым рубежам» 2006 г.
- «Прогресс страны и повышение уровня жизни нашего народа — конечная цель всех демократических обновлений и экономических реформ» 2007 г.
- «Высокая духовность — непобедимая сила» 2008 г.
- «Мировой финансово-экономический кризис, пути и меры по его преодолению в условиях Узбекистана» 2009 г.
- «Конституция Узбекистана — прочный фундамент нашего продвижения на пути демократического развития и формирования гражданского общества» 2009 г.
- «Модернизация страны и построение сильного гражданского общества — наш главный приоритет» 2010 г.
- «Наша главная задача — дальнейшее развитие страны и повышение благосостояния народа» 2010 г.
- «Народ, который дышит воздухом свободы, никогда не свернет со своего пути» 2016 г.
- «Народ Кашкадарьи, закаленный в жизненных испытаниях, способен на достижение любых высоких рубежей» 2016 г.
- «Приветственное слово Президента Республики Узбекистан И. А. Каримова на торжественной церемонии, посвященной 2700-летию города Карши» 2006, 27 октября.
- «Речь Президента Республики Узбекистан И. А. Каримова на торжественной церемонии, посвященной 1000-летию Хорезмской Академии Маъмуна» 2006, 2 ноября.
- «Выступление Президента Республики Узбекистан И. А. Каримова на торжественной церемонии, посвященной 2000-летию города Маргилана» 2007, 7 сентября.
- Выступление на торжествах, посвященных 19-летию независимости Республики Узбекистан, 2010, 2 сентября.
- Каримов И. А. Выступление на пленарном заседании Саммита ООН «Цели развития тысячелетия», 2010, 21 сентября.

Также является автором множества статей и докладов.

## Награды

### Награды СССР
- Орден Трудового Красного Знамени (12 июня 1981 года)[142]
- Орден Дружбы народов (29 января 1988 года)[142]

### Награды Узбекистана
- Герой Узбекистана (5 мая 1994 года)[142]
- Орден Независимости (26 августа 1996 года)[142]
- Орден Амира Темура (26 декабря 1997 года)[142]

### Иностранные награды
- Орден князя Ярослава Мудрого I степени (Украина, 17 февраля 1998 года) — за выдающуюся государственную и политическую деятельность, выдающийся личный вклад в развитие украинского-узбекского стратегического партнёрства[143]
- Почётный знак отличия президента Украины (Украина, 25 августа 1992 года)[144]
- Отличие «Именное огнестрельное оружие» (Украина, 17 февраля 1998 года) — за выдающиеся личные заслуги в развитии украинского-узбекского сотрудничества, укреплении дружбы между народами Украины и Республики Узбекистан[145]
- Орден Золотого орла (Казахстан, июнь 1997 года)[142]
- Памятный золотой орден «Манас-1000» и памятная золотая медаль (Кыргызстан, 28 августа 1995 года) — за активное участие в проведении торжественных мероприятий, посвященных тысячелетию эпоса «Манас», и выдающийся вклад в укрепление дружбы и сотрудничества между народами Кыргызской Республики и Республики Узбекистан[146]
- Орден Золотого руна (Грузия, октябрь 2003 года) — за особый вклад в строительство независимой, демократической Грузии, развитие евразийского коридора и «Нового шёлкового пути», а также укрепление дружеских взаимоотношений грузинского и узбекского народов[142]
- Президентский орден «Сияние» (Грузия, октябрь 2013 года)[147]
- Кавалер Большого креста на цепи ордена Трёх звёзд (Латвия, 1 октября 2008 года)[148]
- Крест Признания I степени (Латвия, 15 октября 2013 года)[142][149]
- Кавалер Большого креста ордена Витаутаса Великого (Литва, 24 сентября 2002 года)[142][150]
- Орден «Стара Планина» с лентой (Болгария, 12 ноября 2003 года)[142][151]
- Лента ордена Республики Сербия (Сербия, февраль 2013 года)[152]
- Большой крест ордена Заслуг перед Республикой Польша (Польша, 10 июля 2003 года)[142][153]
- Кавалер Большого Креста ордена «За заслуги перед Итальянской Республикой» декорированного большой лентой (Италия, 2 мая 1997 года)[154]
- Орден Гражданских заслуг (Испания, январь 2003 года)[142]
- Орден «Мугунхва» (Республика Корея, февраль 1995 года)[142]
- «Почётный старейшина народа» Туркменистана (Туркменистан, 18 октября 2007 года) — за заслуги в развитии дружественных отношений между Туркменистаном и Республикой Узбекистан, укрепление единства и сплоченности двух братских народов, традиционно связанных узами дружбы, добрососедства и духовного родства, а также за особый вклад в повышение уровня политических, экономических и культурных отношений между двумя странами[155]
- Орден «Шейх уль-ислам» (Управление мусульман Кавказа, 21 мая 2011 года)[156]
- Золотой Олимпийский орден (1996)
- Орден РПЦ святого благоверного князя Даниила Московского I степени
- Медаль «Сиснерос» (Испания)
- Орден Святого Николая Чудотворца (Латвийская православная церковь)
- Золотая медаль «Авиценна»
- Золотая медаль «Борободур»
- Золотая медаль Международного олимпийского комитета
- Золотая медаль Олимпийского Совета Азии
- Золотой орден Международной Ассоциации Кураша
- Золотая медаль Мерилендского университета (США, 2001 год)
- Премия и медаль «За мир и согласие между народами»
- Международная премия имени Махтумкули (Туркменистан, 16 мая 2014 года) — за большой личный вклад в расширение продолжающегося двустороннего сотрудничества между Туркменистаном и Республикой Узбекистан в политической, экономической, культурной и научно-образовательной сферах, особые заслуги в широкой популяризации в мире славной истории и богатого культурного наследия Туркменистана, глубоко философского творческого наследия поэта-классика туркменской литературы Махтумкули Фраги, утверждении гуманистических принципов, а также учитывая решение Комитета по Международным премиям имени Махтумкули[157]

Звания
- Почётный гражданин города Сеул (Республика Корея)
- Почётный гражданин города Пекин (Китай)
- Почётный профессор Московского государственного университета имени М. В. Ломоносова (Россия, 2001 год)
- Почётный доктор наук Российского экономического университета имени Г. В. Плеханова (Россия)
- Почётный доктор права Университета Джавахарлала Неру (Индия)
- Почётный доктор Киевского национального университета имени Тараса Шевченко (Украина)
- Почётный доктор Бакинского государственного университета (Азербайджан)
- Почётный доктор Университета Аль-Азхар (Египет)
- Почётный доктор Университета Васэда (Япония)
- Почётный доктор Университета Сока (Япония)
- Почётный доктор Университета прикладных наук Фонтис (Нидерланды)